# Wygoda (powiat kościerski)
Wygoda (dodatkowa nazwa w j. kaszub. Wigòda) – osada w Polsce położona w województwie pomorskim, w powiecie kościerskim, w gminie Karsin.
Osada położona na zachodnim brzegu Jeziora Wdzydze, graniczy z Wdzydzkim Parkiem Krajobrazowym.
W latach 1975–1998 miejscowość należała administracyjnie do województwa gdańskiego.